# Achim Freyer
Achim Freyer, född 30 mars 1934 i Berlin, är en tysk bildkonstnär, scenograf och teaterregissör.

## Biografi
1955 utexaminerades Achim Freyer från Fachschule für angewandte Kunst i Östberlin där han utbildat sig till bildkonstnär. På inrådan av Bertolt Brecht studerade han sedan scenografi vid Berliner Ensemble och Akademie der Künste der DDR mellan 1954 och 1956. Under resten av 1950-talet verkade han som scenograf i Östtyskland, bland annat vid den statliga dockteatern i Dresden (Theater Junge Generation) men arbetade också som konstnär och deltog på Große Berliner Kunstausstellung 1960 och 1961. Som konstnär har han också ställt ut bland annat på Documenta i Kassel och på Prag-quadrinalen. Första gången han regisserade opera var 1965 då han satte upp Der Barbier von Sevilla (Barberaren i Sevilla) av Gioacchino Rossini på Staatsoper Berlin. Han har sedan regisserat opera i Hamburg, München, Amsterdam, Stuttgart, Paris, Bryssel, Salzburg, Wien, Venedig, Moskva och Los Angeles. 1972 flyttade han till Västberlin och har sedan dess bland annat regisserat talteater på Staatstheater Stuttgart, Berliner Ensemble, Schillertheater i Berlin och Burgtheater i Wien. Omväxlande har han verkat som frilansande scenograf. 1976-1979 var han professor i scenografi vid Universität der Künste i Berlin. Uppsättningar han regisserat har fem gånger valts ut till Berliner Theatertreffen: 1977 båda delarna av Johann Wolfgang von Goethes Faust som han regisserat tillsammans med Claus Peymann på Staatstheater Stuttgart; 1985 Messias av Georg Friedrich Händel på Deutsche Oper Berlin; 1988 Metamorphosen (Metamorfoser) efter Ovidius på Burgtheater; 1990 Woyzeck av Georg Büchner på Burgtheater och 1999 Die Eingeborene av Franz Xaver Kroetz på Burgtheater/Akademietheater, Wien. År 2000 satte han upp en originell och omtalad Hamlet av William Shakespeare på Berliner Ensemble. 1999 prisbelönades han av International Theatre Institute (ITI) och 2015 tilldelades han Nestroy-Theaterpreis för sin livsgärning inom teatern.
1986 gjorde han scenografin till Figaros bryllup av Wolfgang Amadeus Mozart på Den Norske Opera & Ballett i Oslo i regi av Willy Decker.